# Trichrysis trigona
Trichrysis trigona (лат.) — вид ос-блестянок рода Trichrysis из подсемейства Chrysidinae.

## Распространение
Китай, Лаос, Индонезия, Пакистан.

## Описание
Длина тела 7 мм. Ярко-окрашенные металлически блестящие осы. Тело голубовато-зелёное, с небольшими синими пятнами на темени, мезоскутуме, мезоскутеллуме, метанотуме, с двумя маленькими симметричными синими пятнами на тергитах T1, T2 и T3. 
Антенны черноватые, со скапусом, педицелем и члеником жгутика F1 металлически голубовато-зелёными. Тегула металлически-синяя. Ноги голубовато-зелёные, голени черновато-коричневые без металлических отблесков. Задний край третьего тергита брюшка с 3 небольшими широкими зубцами.